# طوم فورستر
طوم فورستر هو سياسي أمريكي، ولد في 1928 في بيتسبرغ في الولايات المتحدة، وتوفي بنفس المكان في 11 يناير 2000. نشط حزبياً في الحزب الديمقراطي. وقد انتخب عضو مجلس نواب بنسيلفانيا ‏.